# 김조한
김조한(1973년 3월 27일 ~ )은 한국계 미국인 가수, 작곡가이다.

## 경력
1993년 결성된 재미 한국계 미국인 출신 3인조 R&B 그룹 솔리드(SOLID)의 메인보컬로 데뷔하였다. 솔리드는 '이 밤의 끝을 잡고', '천생연분' 등 수많은 명곡을 남긴 채 정규앨범 발매 4집을 끝으로 1997년에 공식 해체되었다. 김조한은 1998년 솔로로 복귀하여 정규앨범을 5집까지 발매하며 왕성한 활동중이다. 정규앨범 외에도 싱글앨범 발매, 각종 OST, 헌정앨범, 기획음반 및 다양한 가수의 앨범에 피처링 등의 형태로 다수 참여하였다. 현재 가수는 물론 작곡가, 프로듀서로서도 활발히 활동 중이며, 영화 음악 및 드라마 OST 감독 등 다방면에 재능을 발휘하고 있다.

## 대표 곡
- 〈사랑에 빠지고 싶다〉
- 〈널 위해 준비된 사랑〉
- 〈그때로 돌아가는 게〉
- 〈오늘까지만〉
- 〈LOVE〉
- 〈후아유〉
- 〈사랑해요〉
- 〈버리고 버려도〉
- 〈사랑이 늦어서 미안해〉
- 〈말해줘 (You are my everything)〉
- 〈I Need You〉
- 〈This Broken Heart Of Mine〉
- 〈이 밤의 끝을 잡고〉
- 〈Please Don't Go My Girl〉

## 앨범

### 솔로
- 《1집 JoHan》 (1998년)
- 《2집 Thank You My Friend》 (1999년)
- 《김조한 베스트》 (2000년)
- 《3집 2gether 4ever》 (2001년)
- 《One + One》 (2001년)
- 《Contact - Joint Live Concert Album》 (with 플라이 투 더 스카이, 2001년)
- 《2002 The 1st Single Album》 (2002년)
- 《4집 Me Myself My Music》 (2005년)
- 《5집 Soul Family With Johan》 (2007년)
- 《Let's Go》 (with 노브레인, 2007년)
- 《The Vocalist》 (2010년)
- 《THE PLANET WALKER vol.1》 (with 조경원, 2010년)
- 《그대 나만큼은》 (2011년)
- 《사랑에 빠지고 싶다》 (2011년)
- 《기억하나요》 (with 이준 & 미르, 2012년)
- 《다시 사랑하자》 (2012년)
- 《나는 작사가다 Season 05 'My Dream'》 (2012년)
- 《2012 런던 올림픽 MBC 공식 응원가 Part.2》 (1. 지금 이 순간 with 박정현, 2012년)
- 《Once In A Lifetime》 (2015년)
- 《`이별은 잊은듯이` 김조한 6th Album `Once In A Lifetime` Repackage》 (2016년)
- 《Y.O.U》 (2016년)
- 《FLY DAY》 (2017년)
- 《Sweet Love》 (2018년)
- 《Still in Love (아직은)》 (2018년)

OST
- 《굿바이 마눌 OST Vol. 1》 (2012년)
- 《금 나와라, 뚝딱! OST Part 3》 (2013년)
- 《복면검사 OST Part 3》 (2015년)

## 방송
- 2002년 SBS 《배우 팝스타》
- 2002년 KBS 《윤도현의 러브 레터》
- 2010년 KBS 《유희열의 스케치북》
- 2011년 MBC 《나는 가수다》
- 2012년 MBC 《음악의 시대》
- 2012년 KBS 《글로벌 슈퍼 아이돌》
- 2013년 MBC 《2012 코이카의 꿈》
- 2013년 MBC 《무한도전 - 자유로 가요제》
- 2016년 SBS 《보컬 전쟁 : 신의 목소리》
- 2016년 MBC 《마이 리틀 텔레비전》
- 2016년 MBC 《듀엣가요제》
- 2017년 MBC 《미스터리 음악쇼 복면가왕》 - 맛있으면 0칼로리 MC 햄버거 <59대 가왕>
- 2023년 JTBC 《아는형님》

## 활동
- 2007년 불법음원근절운동 홍보대사

## 수상
- 2012년 제6회 케이블TV 방송대상 스타상